# 2001年美國炭疽攻擊事件
2001年美國炭疽攻擊事件是在美国发生的一起从2001年9月18日开始为期数周的生物恐怖袭击。从2001年9月18日开始有人把含有炭疽桿菌的信件寄给数个新闻媒体办公室以及两名民主黨参议员。这个事件导致五人死亡，17人被感染。直到2008年最主要的嫌疑人才被公布。
2008年联邦调查局集中怀疑布鲁斯·爱德华兹·艾文斯。艾文斯曾经在马里兰州弗雷德里克戴翠克堡政府生物防御实验室中工作。他得知将被逮捕后于7月27日服用大量对乙酰氨基酚自杀。
2008年8月6日联邦调查局宣布艾文斯为唯一嫌疑犯。两天后美国国会议员开始调查联邦调查局的调查工作。

## 概述
这次炭疽攻擊分两波进行。第一批含炭疽病的信件邮戳顯示為2001年9月18日在新泽西州特伦顿，正好是在九一一袭击事件之后一星期。这批里一共有五封信，寄给位于纽约的美国广播公司新闻、哥倫比亞廣播公司新闻、全国广播公司新闻和纽约邮报以及位于佛罗里达州博卡拉頓美国媒体公司旗下的国家寻问者。第一名感染炭疽病逝世的是罗伯特·斯蒂文斯，他为美国媒体公司的一份叫做《太阳报》的小型报工作。只有寄给纽约邮报和全国广播公司新闻的信真的被发现。其它三封信的存在是因为在美国广播公司、哥倫比亞廣播公司和美国媒体公司有人受感染而推测到的。检查《纽约邮报》的信里的炭疽杆菌的科学家说它们是以棕色颗粒的形式出现的。
三个星期后另外两封含炭疽杆菌的信也从特伦顿发出，它们的邮戳日期是10月9日。这两封信是寄给两名民主黨参议员的：佛蒙特州的帕特里克·莱希和南达科他州的汤姆·达施勒。当时达施勒是参议院多数黨领袖，莱希是参议院司法委员会主席。10月15日一名助手打开了达施勒的信。政府邮政机构被关闭。11月16日在一个被扣押的邮袋里发现了还未打开的寄给莱希的信。这封信由于邮政编码被读错被误传到了弗吉尼亚州政府机关邮政部。一名那里的邮政职员戴维·霍斯（David Hose）吸入了炭疽病原。
第二批信里的病原比第一批的更危险，它们含有约一克高纯度的几乎完全由孢子组成的干燥粉末，2002年纽约州立大学的研究教授和分子生物学家巴巴拉·罗森堡（Barbara Hatch Rosenberg）在受澳大利亚广播公司采访时称这些粉末为“武器化”的或“武器级”的。但是2006年《华盛顿邮报》报道说联邦调查局不再把其中的炭疽病原当做武器化的了。
至少22人表现出炭疽病现象，其中11人患的是尤其危险的吸入型。五人死亡，其中两人的感染途径不明，一名是一个在纽约工作、住在布朗克斯的越南移民，另外是一名康涅狄格州著名法官的94岁寡妇。

## 信件
一般认为信件是从新泽西州普林斯頓寄出的。2002年8月调查者在普林斯顿大学校园附近拿骚街10号的邮箱发现了炭疽孢子。调查者一共测试了约600个可能寄出这些信件的邮箱，只有这个邮箱发现了病原孢子。

### 内容

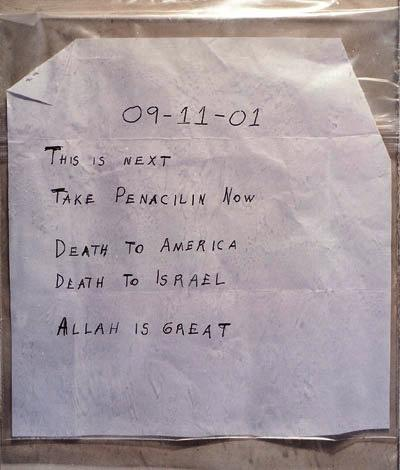
寄給《纽约邮报》和全国广播公司的炭疽信

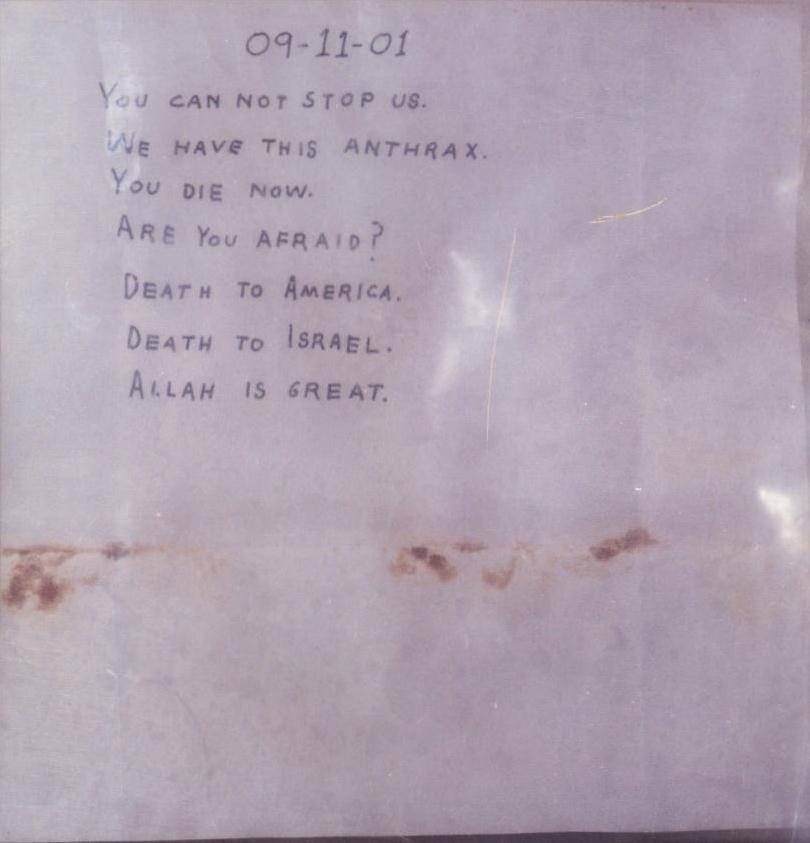
第二封炭疽信

寄给《纽约邮报》和全国广播公司的信裡含有以下内容：
09-11-01（01年9月11日）
THIS IS NEXT（这是下一步）
TAKE PENACILIN NOW（最好快吃盤尼西林）
DEATH TO AMERICA（美国该死）
DEATH TO ISRAEL（以色列该死）
ALLAH IS GREAT（真主至上）
给参议员帕特里克·莱希和汤姆·达施勒的第二封信的内容为：
09-11-01（01年9月11日）
YOU CAN NOT STOP US.（你们不能阻止我们）
WE HAVE THIS ANTHRAX.（我们有炭疽病）
YOU DIE NOW.（你们现在就得死）
ARE YOU AFRAID?（你们害怕吗？）
DEATH TO AMERICA.（美国该死）
DEATH TO ISRAEL.（以色列该死）
ALLAH IS GREAT.（真主至上）

### 寄信人地址
寄给参议员莱希和达施勒的信的地址为：
4th Grade
Greendale School
Franklin Park  NJ 08852
这个地址并不存在。福兰克林公园的确存在，但是这里使用的邮政编码08852是附近的的邮政编码。在两地均没有格林黛尔学校，但是在附近的南布隆斯维克有一座格林黛尔小学。

### 寄往智利的信
一封含有炭疽病原的信被寄给智利圣地亚哥的一名儿科医生。寄信人的地址是佛罗里达奥兰多，邮戳是瑞士苏黎世。这封信是通过敦豪航空货运公司使用瑞士邮票寄的。和寄给美国地址的信件不同的是这封信使用商务信封，寄信人地址是用打字机写的。收信人收到这封信后觉得它可疑，没有把它拆开，而是转交智利警察。没有有人被这封信感染的报道。美国和智利官员说“他们找不到任何线索”。

## 病原
信里至少含有两个不同等级的病原：寄给媒体的信里含有的棕色颗粒和寄给参议员的信里含有的粉末。此外有人认为寄给《国家观察者》的旧地址，后来被传到美国媒体公司的那封信里含的病原介于两者之间。寄给纽约的媒体的棕色颗粒炭疽孢子只导致比较缓和的皮肤感染。寄给参议员的粉末则导致了危险的肺炭疽，寄到美国媒体公司的信也导致了肺炭疽。
虽然这些病原的级别不同但是它们全部属于同一菌株，安姆斯菌株。这个菌株最早是在马里兰州戴翠克堡的美国陆军传染病医学研究所研究的。后来这个菌株被分给至少15个美国的生物研究实验室和六个美国以外的研究部门。
2001年12月从第一名死者身上提取的炭疽杆菌的基因在美国基因组研究所被分析，其结果于2002年初在《科学》上发表。
2002年6月由勞倫斯利福摩爾國家實驗室做的放射性碳定年确定这些病原体顶多是在寄出前两年培育的。2006年10月有报道说处理这些孢子用的水来自美国东北部的一个泉水。2003年媒体错误地报道联邦调查局未能逆向工程信中病原的类型。根据《化学化工新闻》2006年12月4日的报道官方并未试图“逆向工程”病原，但是杜格威试验基地“使用寄给莱希的病菌孢子作为培养种子‘实用不同的媒体和方法以及处理方法来干燥和磨这些孢子’，联邦调查局使用这些结果作为比较。”他们“从未分析莱希粉末和没有对莱希粉末和作的处理及逆行比较分析”。

### 关于包装和添加剂的争论
早期的报道说寄给参议员的病原是“武器化”了的。2001年10月29日在白宫报告中约翰·帕克少将说在达施勒的病原中发现了二氧化硅。2001年11月7日美國國土安全部部长汤姆·里奇在白宫新闻发布会上说用来结合病原的物质不是膨润土，而是二氧化硅。后来联邦调查局称“单人”不用花2500美元使用自造的实验室就可以武器化炭疽病原。
2001年10月末美国广播公司主调查记者数次把炭疽攻擊与萨达姆·侯赛因联系到一起。10月26日：“来源告诉美国广播公司新闻部寄给参议院多数黨领袖汤姆·达施勒的被污染的信中的炭疽参杂膨润土。这个有力的添加剂至今所知只有一个国家在制造生物化学武器时使用——伊拉克……它是伊拉克领导人萨达姆·侯赛因的生物武器工程的特征……一系列在马里兰州戴翠克堡和其它地方做的快速测试发现了膨润土。”10月28日称“虽然白宫不断否认四个信息优良和不相关的来源告诉美国广播公司新闻部美国陆军马里兰州戴翠克堡初始的测试发现少量化学添加剂膨润土和二氧化硅”。这个消息在28日和29日重复多次。
一系列媒体报道说给参议员的炭疽有包装和添加剂。《新闻週刊》报道说给参议员的炭疽有生物武器专家此前不知道的包装。司法部给馬修·梅瑟生等两名苏联炭疽项目专家看达施勒信中的炭疽孢子的电子显微照片。他们在回答《华盛顿邮报》的《联邦调查局的炭疽理论被怀疑》（2002年10月28日）时说他们没有看到任何炭疽孢子被包装的迹象，对这些孢子需要进行更仔细的研究。
这两名专家在《华盛顿邮报》发表了他们的信之后一星期分析达施勒信的军事实验室之一部队病理研究院发布官方通讯社说二氧化硅是使得达施勒炭疽能够空传的关键成分。该研究所副所长说“这是一个关键成分。二氧化硅防止炭疽凝聚，使得它容易通过空气扩散。重要的是我们发现二氧化硅中缺乏铝。这个结合过去被在伊拉克生产的炭疽中发现。”与自然的炭疽不同的是被包装的孢子能够重新升空。2002年12月11日在《美國醫學協會期刊》中发表的研究显示三个星期后在达施勒的办公室模拟的日常办公室工作导致空中的孢子量比休息时期在同地空中的孢子量高65倍。另一名前军事科学家看了部队病理研究所的粉末电子显微图像后说：“假如孢子包装有二氧化硅的话它们看上去像撒了粗糖粒的甜甜圈，”而“达施勒孢子则显示干警的甜甜圈没有糖粒。”
2005年2月勞倫斯利福摩爾國家實驗室的斯蒂芬·维尔斯科（Stephan P. Velsko）发表了一篇题为《物理和化学分析法分析：生物法医学关键》的论文。这篇论文说不同包装方法导致的武器炭疽的图像完全不同。他认为不同产品的外貌可以显示用来生产2001年炭疽的方法，由此可以最终提示病原的来源。
2005年5月科学院出版社出版了一部由罗杰·布利兹、布鲁斯·布杜尔和斯蒂文·舒策尔编辑的《微生物法医学》。布鲁斯·布杜尔在联邦调查局法医科学实验室工作。虽然这部书没有直接讨论2001年参议院炭疽的二氧化硅包装，但是作者在不同章节里讨论了武器化细菌孢子二氧化硅包装的细节，并显示了二氧化硅武器化细菌孢子的图像，这些孢子即有混有二氧化硅的也有完全被二氧化硅包装的。此外书中还有使用膠體和球状二氧化硅包装的梭菌屬孢子的照片。这些图像和讨论的目的在于帮助定义二氧化硅武器化过程的法医特征。
2005年7月麦克尔·卡拉罕给美国国会防止核和生物攻击次委员会做报告时说：“首先这次攻击显示了生物恐怖分子已经能够使用高级专家知识；达施勒信里的处理包括极高浓度的纯病菌孢子。其次孢子使用赋形剂包装来降低其静电吸引，提高病菌的气溶能力。”
2006年8月发行的《应用和环境微生物学》中刊登了一篇联邦调查实验室道格拉斯·比彻尔写的文章。这篇题为《用来法医学判断蓄意使用炭疽细菌孢子污染信件的微生物培养分析》说“熟悉信中粉末组成的人说它们由简单的不同程度纯化的孢子组成。”该文尤其批评“一个广泛普及的误传”“说孢子使用添加剂和类似军事武器生产的复杂过程加工。”它认为这个误传的害处在于“它一般被用来暗示这些粉末与一般孢子相比特别危险。这个说法尤其使人昭昭产生一种错误的认识，会误导研究、预防措施和普遍地使公众错误地理解简单孢子处理的危险性。”但是这篇文章被发表后《应用和环境微生物学》的编辑尼古拉·欧恩斯顿说他对比彻尔在文中的说法感到不舒服因为这些说法没有事实根据，也没有任何引证。
在同一期刊上联合国生物行动和计划的凯·梅瑞希博士发表了一封题为《关于炭疽细菌孢子未证实的结论》的信，指出比彻尔德文章缺乏数据。她建议比彻尔发表一篇包括分析数据的文章来证明缺乏二氧化硅和其它添加剂。这样的数据应该包括孢子的电子显微图像、X射线能谱分析谱线和图像来证明没有包括二氧化硅、硅、氧等原子在内的添加剂。梅瑞希指出在2006年在巴黎举行的联合国反扩散和回应会议上有人报告说攻击炭疽中有添加剂来影响孢子的电荷。
2007年4月在《国际情报和反情报杂志》上刊登了一篇关于孢子处理分析的文章。这篇分析指出这些类似武器的孢子的复杂的添加剂和处理过程可被用来追踪其来源。
2008年3月福克斯新闻频道报道说一名戴翠克堡的科学家在一封电子邮件里揭露了粉末制造的细节。这些细节似乎与一种非常特殊的粉末一致。福克斯新闻频道报道说“在福克斯新闻频道获得的一封电子邮件里戴翠克堡的科学家公开讨论攻击后他们分析的炭疽粉末与他们的一名同事制造的粉末有多么类似。“然后他说他看到过许多联邦调查局制造的样品……来复制信件样本”，电子邮件中写道。“然后弹片横飞。他说最好的复制品是[名字隐没]制作的。他说他们几乎完全相同……他的腿开始颤抖，他吐沫道‘但是我对将军说我们不制造孢子粉末！’”福克斯新闻频道报报道说约四名与戴翠克堡有关系的人被联邦调查局看作嫌疑。

## 调查

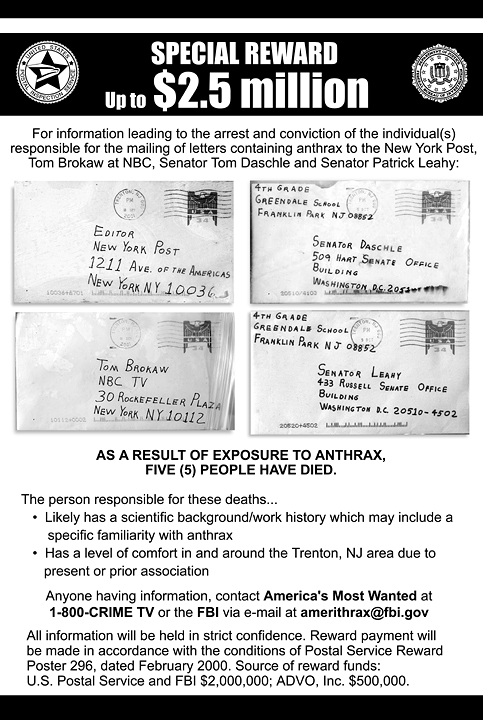
联邦调查局和美国邮局等共出赏250万美元奖金给提供线索者

美国调查人员共审问了六个大洲9000多人，进行和67次搜索和6000多次传训。17名联邦调查局官员和十名邮政警察专门调查这个案子。

### 基地组织和伊拉克
炭疽攻击发生后白宫官员立即重复对联邦调查局局长罗伯特·穆勒施加压力，要他证实这是基地组织的第二波攻击。据一前助手说在总统每日造成的情报报告中穆勒一再被“谴责”没有能够证明杀人孢子是恐怖主义后台乌萨玛·本·拉登的产物。“他们的确像要把罪过归罪于中东的人，”这名退休高级联邦调查局官员说。联邦调查局从早期就已经知道被使用的炭疽是武器化的，它们的制造需要复杂的仪器，不太可能会是在“山洞”里生产的。同时布什总统和切尼副总统公开猜想基地组织与炭疽攻击之间有联系。《衛報》于10月初报道美国科学家怀疑伊拉克是炭疽的来源，次日《华尔街日报》评论说基地组织准备了信件，使用的炭疽来自伊拉克。数日后约翰·麦凯恩在电视中怀疑炭疽来自伊拉克。一个星期后美国广播公司新闻频道作了一系列报道说三或四个（各报道说的数目不同）样本含有膨润土添加剂，说明它们来自伊拉克。
虽然膨润土添加剂的说法的来源不明，媒体几乎立刻开始传播这个说法，这个说法在此后几年里始终被重复，甚至在入侵伊拉克之后，证明萨达姆不仅没有大規模殺傷性武器，而且也没有用它们进攻美国，这个说法依然有流传。2001年11月7日汤姆·里奇否认膨润土的存在被大部分媒体忽视。

### 炭疽攻击病菌与陆军菌株一致的报道
2002年5月9日《新科學人》上发表的一篇文章报道说：

2001年通过美国邮政发送的炭疽的被分析，证实细菌来源于美国军事实验室。公布的数据显示了使用代码的菌株与攻击菌株的比较。攻击菌株与这两个比较菌株看上去一样，它很可能来自马里兰州戴翠克堡美国陆军传染病医学研究所。
这个研究也显示了攻击样品与仅三年前分离的两个样品之间重要的基因区别。这说明攻击炭疽与其美国陆军传染病医学研究所的前辈之间的分隔时间不长。

### 利害关系人
在炭疽案中美国司法部没有提到嫌疑人的姓名，但是美国司法部长约翰·阿什克罗夫特在一次新闻发布会中称斯蒂芬·哈特费尔为“利害关系人”。对哈特费尔没有诉讼。哈特费尔是一名病毒学家，他强烈否认他与炭疽信之间有任何牵连。他因此控告联邦调查局、司法部、阿什克罗夫特、阿尔韦托·冈萨雷斯和其他人，指责他们侵犯了他的由宪法规定的人身权利和私人权利。2008年6月27日司法部宣布将向哈特费尔补偿580万美元来了结这个诉讼。
他还控告了一名《纽约时报》的评论员和其他一些报告，告他们诬蔑。告《纽约时报》的案子一开始未被接受，但是在上诉中被接受，这次直接控告《纽约时报》，而不是其评论员。哈特费尔的律师依然认为报纸侵犯了其当事人隐私权，要求记者给出告密人的名字。
也有人怀疑在戴翠克堡工作的菲利普·扎克（Philip Zack）博士是利害关系人。扎克能够获得武器化的炭疽，对一名来自埃及的同事阿亚德·阿萨德博士公开敌意，而且在被解雇两个月后被摄影没有获得允许进入一个存放炭疽样品的实验室。后来实验室内丢失了样品。联邦调查局知道扎克的这个行为，他的埃及同事在炭疽攻击事件后被联邦调查局询问。
2008年8月1日美联社报道说在过去18年里在戴翠克堡为美国生物防御工作的布鲁斯·爱德华兹·艾文斯博士显然自杀了，享年62岁。艾文斯是戴翠克堡的高级美国生物防御专家。据传联邦调查局打算控告他，但是他们的证据都比较边缘，因此华盛顿的法官还不打算發出逮捕令。信件发出的地方的众议院代表说这些证据不充分，要求联邦调查局局长向国会提供调查报告。艾文斯之死留下了两个没有回答的问题。了解细菌战的科学家说艾文斯缺乏把炭疽变成可以吸入的粉末的技巧。一名协助联邦调查局的专家说“我不相信一名免疫专家有这个本领……这是气溶物理，不是生物学。”另一个问题是缺乏目的。
2008年8月6日联邦警察宣称艾文斯为此案的唯一凶手，华盛顿哥伦比亚特区检察官泰勒向公众公开对艾文斯的调查。其主要证据已经被争议。泰勒说“基因独特的母系炭疽孢子……只有艾文斯博士生产和维护。”但是其他专家不同意这个观点。一名生物战和炭疽专家说：“让我重申，不论微生物法医学的调查有多好，它们顶多只能把炭疽与一个特别的菌株和实验室联系到一起，不能与一个人联系到一起。”至少有十名科学家经常可以进入该实验室和接触其炭疽样本，算上其它研究机关来的客座研究员也许还有其他人有这个权力。此外俄亥俄和新墨西哥的实验室也获得了该炭疽样本。

#### 对联邦调查局结论的怀疑
联邦调查局宣布艾文斯是单独凶手后许多证件不同的人，其中包括艾文斯的一些同事，表示怀疑。他们的理由包括艾文斯只是上百与病菌有接触的人之一、联邦调查局在艾文斯的家里和他的其他住所或者活动地方发现病菌，也没有能够证明艾文斯真的到了那个寄信的信箱。联合国检查伊拉克生物武器小组的首领微生物学家斯拜策尔（Richard O. Spertzel）说使用的炭疽不可能来自艾文斯工作的实验室。8月18日联邦调查局召开特殊新闻发布会展现新证明后斯拜策尔依然没有被说服。他怀疑联邦调查局说的粉末没有达到武器级别，尤其因为里面有相当多的二氧化硅。联邦调查局未能重制含高量二氧化硅的攻击孢子。联邦调查局则称高二氧化硅含量是“自然差异”导致的。但是这个说服与它本身先前说的由于二氧化硅的存在炭疽病原被“武器化”，因为它们更能气溶，需要特殊科学知识的说法自相矛盾。
其它理论包括联邦调查局不失职、叙利亚或伊拉克指示了攻击或者类似其它九一一阴谋论美国政府事先就知道攻击会发生。接到炭疽信的美国参议员莱希说联邦调查局在这个案子里没有获得任何令人信服的证据。《华盛顿邮报》要求不相关的调查，说记者和科学家在这个结论里到处捅窟窿。
2008年9月17日参议员莱希对联邦调查局局长穆勒说他不相信陆军科学家布鲁斯·艾文斯是唯一凶手，他说：
我相信还有其他人参与，在事前或者事后帮忙。我相信还有其他人。我相信还有其他可以被控告谋杀的人。
相反的，另一位收到炭疽信的民主黨参议员达施勒相信艾文斯是单独凶手。
虽然联邦调查局比较了孢子和艾文斯瓶子里的基因，证明它们一样，但是科学家指出它们的“化学指纹”不同，说明这些孢子在该样品1997年生产后已经被在其它地方培养了一段时间了。

### 国会监督
2002年末达施勒和莱希要求联邦调查局解释《华盛顿邮报》2002年10月28日刊登的报道《联邦调查局关于炭疽的理论受怀疑》。后来《科学》又刊登了《炭疽粉末》的文章。《科学》报道说联邦调查局总科学家亚当斯向达施勒和莱希报道说给参议院的炭疽没有特殊的添加剂，其中的二氧化硅是“天然的”。但是亚当斯承认他拥有关于炭疽病菌的绝密科学信息，他的上司认为这些信息太关键了无法告诉参议员：

问：你早先说关于调查的科学方面有些信息在你看来太敏感了，因此无法把信里生物的特别特征告诉公众，对吗？

答：说了这么多话，对。

问：我不想错误地定义这件事。假如你觉得我无论如何错误地定义了这件事，请用你自己的语言来表达出来。

答：不，你的说法可以。

问：你觉得对参议院、众议院和他们的职员你在现实被寄的生物的特殊特征时有同样的限制吗？

答：如我已经说过了对于这些特殊信息我觉得不应该分享给媒体或者国会因为这些信息的确太敏感了。

2006年10月23日艾奥瓦州参议员格拉斯勒给司法部部长写了一封六页长的信要求炭疽调查的报告。至2006年12月共33名国会议员要求司法部部长对他们做报告。
联邦调查局负责国会事务的助理局长说“媒体引用国会来源透露调查敏感信息后司法部和联邦调查局决定不再向国会提供信息。”

## 后果

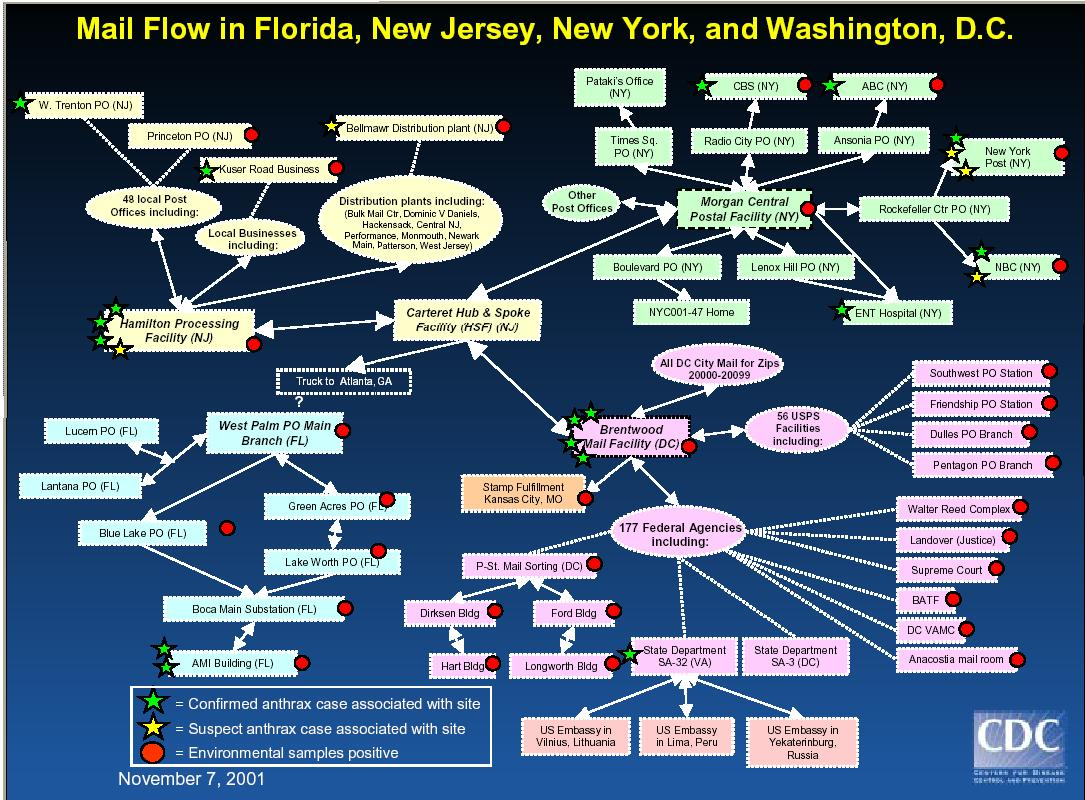
污染信的途径

### 污染和清洁
信件导致十数座建筑被炭疽污染。美国媒体公司搬到另一建筑。清洁布兰特伍德邮政设施共用了26个月，花费了1.3亿美元。哈密尔顿的邮政设施一直关闭到2005年3月，其清洁措施花费了6500万美元。美国国家环境保护局花费了4170万美元清潔华盛顿的政府建筑。一联邦调查局文件说整个破坏超过了10亿美元。
主要清洁方法是使用二氧化氯薰蒸。

### 政治后果
与2001年9月11日的攻击一样炭疽攻击导致美国政府大量提高了生物战的研究和准备。比如国立变态反应与感染性疾病研究所与生物战有关的资金在2003年提高到15亿美元。2004年国会通过了生物盾牌工程法，在此后的十年裡提供56亿美元来购买新疫苗和药物。
伊拉克是此攻击的后台的理论是基于粉末被武器化以及传说的911恐怖分子与伊拉克官员碰头的说法提出的。这个理论可能加强了后来导致2003年战争的意愿。
在九一一和炭疽信件攻击后立法者被迫发布法律来防止未来的恐怖攻击。在司法部长约翰·阿什克罗夫特的高压下国会司法委员会允许美國愛國者法案在当月通过进入正式立法阶段。

### 健康
攻击发生数年后数名炭疽受害者报道说他们蒙受后遗症如头晕、气喘和失去记忆。这些后遗症的原因不明。
一名邮政官员在移除了一张炭疽污染的滤气网后于2001年10月19日生重病。虽然他的医生说他是因炭疽患病，但是他的体内没有找到任何炭疽杆菌或者抗体。因此美国疾病控制与预防中心没有把他列入受害者。

## 时间表

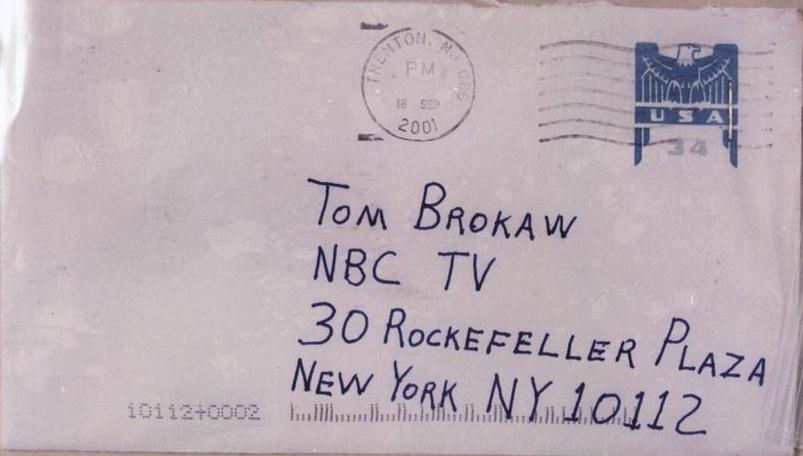
寄给全国广播公司的信

### 2001年前的相关事物
- 1972年在马里兰州戴翠克堡开设了由國家癌症研究中心指挥的戴翠克癌症研究和开发中心。在國家癌症研究中心工作的科学家同时也开始参加对艾滋病、炭疽病和其它美国军队通过化学或生物武器可能遭受的疾病。
- 1997年4月7日戴翠克堡宣布成为“数百万美元疫苗存储和生产中心”候选人之一，该中心的目的在于保护美军抵抗生物病菌，其中包括抵抗淋巴腺鼠疫、埃博拉病毒和炭疽病的疫苗。该项目计划为为期十年的合同，估计总数目为五至七亿美元，其中包括建造面积3300平方米价值100万美元的建筑物。
- 1997年4月12日在戴翠克的《新闻邮报》中写道：“我本人欢迎建议的疫苗设施……建议的是一个疫苗生产设施，不是一个生物病菌生产设施。唯一严重被炭疽或者鼠疫疫苗伤害的可能性是一个装这些东西的试管砸到头上，”他写道。他称自己是一名“住在戴翠克堡街道对面的受过良好科学教育的公民。”
- 1997年11月7日陆军与一英美合资企业签署3.22亿美元合同开发和存储疫苗，在生物战中保护美国士兵。该合同为期十年，其中45%将在戴翠堡进行[80]。

### 2001年，攻击
- 9月初“一些白宫工作人员”获得最佳抵抗炭疽病的抗菌素环丙沙星，原因不明[81]。
- 9月11日九一一攻击后随副总統切尼去戴维营的工作人员从白宫医疗人员获得环丙沙星作为“谨慎措施”[81]。
- 9月17日或9月18日五封含炭疽的信被寄出。
- 9月18日白宫的警报系统发生故障误报辐射、化学或者生物病菌含量高于一般[82]。
- 9月19日一封含有大卫星和蓝色粉末的信被寄到美国媒体总部，收信人注明为珍妮弗·洛佩兹。一些人接触了这封信，一人甚至吸入了粉末。
- 9月22日至10月1日：九人接触炭疽病，但是没有被正确诊断。
- 9月30日吸入粉末的美国媒体公司照片编辑在为期五天的休假的最后一天里觉得自己病了。
- 10月1日美国媒体的一名邮政职员病倒，诊断为肺炎（实际上他吸入了炭疽）。
- 10月2日在埃及出生的美国国家环境保护局科学家和前戴翠克堡生物战研究员阿亚德·阿萨德被联邦调查局传讯，因为有自称他的前同事的人匿名写信说，他“可能是一名生物恐怖分子，要对美国政府进行报复，他还对他儿子说假如他出事了的话要他们继续行动。”该信详细地描写了阿萨德的个人和职业背景。谈话次日联邦调查局打消了所有怀疑[83]。
- 10月2日吸入炭疽的美国媒体职员发高烧、昏迷、呕吐，无法说话，被送入医院急救。
- 10月4日吸入炭疽的美国媒体职员被公开证实患肺炭疽，这是1976年以来美国首次出现肺炭疽病例。美国卫生及公共服务部部长汤米·汤普森说恐怖主义是可能原因之一，他说患病者也可能是因为从一条小溪里喝了生水患病的。官方强调由于炭疽不传染，因此没有必要惊慌。
- 10月5日美国媒体职员罗伯特·斯蒂文斯成为第一名炭疽受害者。
- 10月7日在斯蒂文斯的电脑键盘上发现炭疽。美国媒体公司的办公楼被关闭，职员被卫生检查。
- 10月6日至10月9日第二波攻击，信件寄给两名美国参议员。
- 10月10日官方宣布有三名美国媒体职员感染炭疽病。
- 10月12日已被拆开的寄给全国广播公司的信件被找到并被交给联邦调查局。信件中还有余量炭疽病菌。
- 10月12日在联邦调查局检查后爱荷华州立大学将其收集的菌株消灭[84]，这个收藏“可能对法医调查含有重要的基因线索”[85]。
- 10月13日寄给全国广播公司的信测试证明含炭疽。
- 10月14日《卫报》报道说“美国调查佛罗里达和纽约爆发的炭疽的调查者相信这次爆发拥有恐怖攻击的所有迹象并称伊拉克为致命孢子来源的主要嫌疑。”[37]
- 10月15日《华尔街日报》报道说基地组织和伊拉克与炭疽信件有关[38]。
- 10月15日寄给参议员达施勒的信被打开，其中的炭疽被描写为“淡棕色的细腻粉末”，很容易飞起来。
- 10月15日在一个佛罗里达负责美国媒体的信件的邮局里的一个给整理信件的地区发现了炭疽。一名职员染病被送入急救。
- 10月17日31名国会工作人员被测试有炭疽。传说在国会的空调系统里也发现了炭疽。参议院宣布因此休会。
- 10月18日约翰·麦凯恩在电视节目里说炭疽可能来自伊拉克[39]。
- 10月19日还未被打开的《纽约邮报》的炭疽信被找到。
- 10月19日美國國土安全部部长汤姆·里奇向媒体报道“可能的炭疽威胁”[86]。
- 10月25日里奇更新对炭疽样品做的科学分析结果。
- 11月7日布什总统称攻击为“对我国的第二波恐怖攻击。”[87]
- 11月7日里奇在对媒体报告中否认给达施勒的信中有膨润土[88]。
- 11月16日给莱希的信被找到。
- 12月5日寄给莱希的信在戴翠克堡被打开。
- 12月5日美国众议院听取关于炭疽攻击和生物武器等事宜[89]。
- 12月16日脱氧核糖核酸测试证明莱希信中的炭疽与戴翠克堡的菌株一致。

### 2002年：相关事件
- 2002年4月15日美国陆军传染病医学研究所的微生物学家测试了戴翠克堡的男子更衣室、一个传递箱和他自己的办公室里取得的50多个样本，发现所有这些地方都有炭疽病菌[90]。
- 2002年4月18日官方测试在弗雷德里克的隔绝实验室外外，包括艾文斯的办公室和男子更衣室里发现炭疽病菌。
- 2002年5月9日在《科学》中发表的对攻击炭疽的基因分析与戴翠堡的菌株没有差别[91]。
- 2002年6月25日联邦调查局搜索斯蒂芬·哈特费尔的家。
- 2002年8月11日哈特费尔在露天记者招待会上宣布自己无罪。

### 2003至2004年：继续调查
- 2003年5月11日联邦调查局在弗雷德里克附近的一个池塘里找到了一个带窟窿的盒子，窟窿足够大可以伸入带生物绝缘手套的手。
- 2003年6月9日联邦调查局开始抽干该池塘。
- 2003年6月28日联邦调查局排干了池塘里的水，在里面发现了一辆自行车、一些木头、一块路牌、硬币、鱼诱和一把手枪。在土壤样品中没有发现炭疽。

### 2005至2008年
- 2006年9月25日一名不知名的官员对英国广播公司说炭疽没有达到“武器级”[92]。
- 2007年9月4日参议员莱希在受一部落格采访时表示他对调查进展不满，并说他相信一些官员知道更多，但是不肯揭露秘密[93]。
- 2008年3月28日福克斯新闻播送了一段戴翠克堡内部的电子邮件交换，其中科学家“公开讨论攻击后他们分析的炭疽粉末与一名他们的同事制造的非常近似。”[34]
- 2008年6月27日司法部同意向哈特费尔博士交付580万美元并声明他不再是“利害关系人”之一[94]。
- 2008年7月末联邦调查局通知艾文斯将对他起诉。
- 2008年7月27日艾文斯自杀[1]。他的妻子在数小时后发现他不省人事报警[95]。
- 2008年7月29日艾文斯去世[95]。
- 2008年8月6日联邦调查局称艾文斯为炭疽攻击的唯一负责人，说他的动机在于促进疫苗生产，他选择的那两位议员是因为他们是天主教徒，并了结此案[96]。

## 扩展阅读
书籍
- Coen, B; Nadler E. . Counterpoint Press. 2009. ISBN 1-58243-509-X.
- Cole, LA. . Skyhorse Publishing. 2009. ISBN 1-60239-715-5.
- Graysmith, R. . Berkley Books. 2003. ISBN 0-425-19190-7.
- Sarasin, P. . Harvard University Press. 2006  [27 September 2011]. ISBN 0-674-02346-3.
- Thompson, MW. . HarperCollins. 2003. ISBN 0-06-052278-X.
- Willman, David (2011), The Mirage Man: Bruce Ivins, the Anthrax Attacks, and America's Rush to War; Bantam Books.

Articles
- David A. Rasko, Patricia L. Worsham, Terry G. Abshire, Scott T. Stanley, Jason D. Bannan, Mark R. Wilson, Richard J. Langham, R. Scott Decker, Lingxia Jiang, Timothy D. Read, Adam M. Phillippy, Steven L. Salzberg, Mihai Pop, Matthew N. Van Ert, Leo J. Kenefic, Paul S. Keim, Claire M. Fraser-Liggett, Jacques Ravel. . Proceedings of the National Academy of Sciences of the United States of America. 2011-03-22, 108 (12): 5027–5032  [2019-02-12]. ISSN 1091-6490. PMC 3064363 . PMID 21383169. doi:10.1073/pnas.1016657108. （原始内容存档于2019-01-24）.
- Matsumoto, Gary. . Science. 2003-11-28, 302 (5650): 1492–1497  [29 March 2011]. PMID 14645823. doi:10.1126/science.302.5650.1492. （原始内容存档于2009-05-13）.
- Freed, D. . The Atlantic. 2010-05-01  [29 March 2011]. （原始内容存档于2011-05-13）.
- (PDF). Defence Research Establishment Suffield. 2001-09  [4 October 2011]. DRES-TR-2001-048. （原始内容存档 (PDF)于2012-04-16）.